# Mátthêu, Tông đồ Thánh sử
Mátthêu hoặc Mátthêô (מתי / מתתיהו, Mattay hoặc Mattithyahu; tiếng Hy Lạp: Ματθαίος, Matthaios, Hy Lạp hiện đại: Ματθαίος, Matthaíos) là một trong mười hai sứ đồ của Chúa Giêsu. Theo truyền thống Kitô giáo, ông cũng được cho là tác giả của quyển Phúc âm Thứ nhất đồng thời là một người thu thuế, biểu tượng của ông là con người.
Còn có tên là Lêvi, anh em với Thánh Tông Đồ Giacôbê Hậu, con ông Alphaeus. Tên Lêvi thuộc dòng dõi tư tế, do cha mẹ đặt cho mờ dần nhường chỗ cho tên Matthêu, có nghĩa là ’Món Quà của Chúa’. Không có giải thích nào và do đâu Matthêu có tên này. Trong danh sách các tông đồ Matthêu luôn được liệt kê vào hàng số bảy hay tám.
Dưới chân thập tự ngày Chúa chịu chết có bà Mary vợ ông Clopas hiện diện. Bà này cùng với các bà khác mang dầu thơm sáng sớm đi ướp xác Chúa. Bà là mẹ Giacôbê (Mc 16,1). Các sử gia đồng ý với nhau Giacôbê con của Clopas hay Cleopas và Giacôbê con của Alphaeus chỉ là một người. Các tên Clopas, Cleopas, Alphaeus hay Alphius chỉ là một nhân vật nhưng cách viết khác nhau, tùy theo tiếng Hy Lạp hay tiếng Aramaic. Thí dụ chữ Capernaum viết cách khác là Kefar Nahum.
Thế kỉ thứ hai sử gia Hegesippus người Palestine, đồng liêu với song thân Đức Mẹ là Gioan Kim, Anna, ghi nhận Alphaeus và Giuse, thợ mộc thành Nazareth là anh em ruột. Matthêu, Giacôbê và Chúa Yêsu họ hàng rất gần, thuộc bên nội vì một đàng con của chú, một đàng con bác. Matthêu và Giacôbê hậu có họ hàng với Gioan và Giacôbê Tiền con của Zêbêđê họ hàng phía bên ngoại. Phêrô, Anrê, Giacôbe Tiền,Giacôbê Hậu làng Capernaum, thân thích với Chúa Yêsu. 
Theo luật Roma người thuộc dòng dõi quý tộc, sanh ra làm cha thiên hạ. Nhờ dòng dõi thế giá Matthêu được học để nắm chức vụ quan trọng trong việc chăn dân, trị nước. Matthêu lại có liên hệ mật thiết với vua Hêrôđê Antipa và hoàng gia. Nhờ những liên hệ này mà cả hai anh em đều mắn chức vụ quan trọng trong sở thuế. Sanh tại Capernaum, thuộc quyền kiểm soát của Hêrôđê Antipas. Không là môn đệ Gioan như những tông đồ khác, Chúa Yêsu gọi Matthêu, ông đáp lại bằng cách mời lại Chúa và các môn đệ đến tư dinh dự tiệc mừng. Ngoài Chúa và các môn đệ ra khách dự tiệc hôm đó toàn là dân sở thuế vì thế mà nhóm Pharisiêu và bè Biệt Phái hè nhau đánh phủ đầu, kết án là bạn của phường tội lỗi và gian ác (Mat 9,11-12). Matthêu không chối điều này vì biết Đức Kitô ví người thu thuế và dân ăn chơi cùng phường với nhau. Ông tìm nguồn an ủi nơi câu: Ta không đến kêu gọi người công chính, nhưng kẻ tội lỗi (Lc 5,29).
Matthêu theo Chúa gây chấn động toàn vùng vì ảnh hưởng của ông và tầm quan trọng vị trí của thành. Capernaum nằm giữa đường đi từ Đamas và cảng Arce, gần cửa sông Jordan, một trị trấn buôn bán, sầm uất tiện lợi cho cả đường thủy lẫn bộ của miền thập tỉnh và các vùng phụ cận. Ưu điểm khác Capernaum nằm ngay biên giới hai tiểu vương Herod Phillip và Herod Antipas. Không những tiện cho việc thuế má mà còn là nơi mọi tin tức nóng hổi xa gần đều đổ dồn và xuất phát từ cửa miệng những con buôn. Họ vừa buôn hàng vừa buôn điều. Hàng hoá trao đổi gồm bồ câu, gia súc, trái cây, cá khô, các loại bình sứ và vải tơ lụa. Buôn điều vì buôn bán tin họ đưa đến và tin họ mang đi. Là nơi quy tụ nhiều công nhân thợ thuyền, thợ khuân vác bến cảng, dân vá chài lưới thuê, sửa và sơn thuyền, con buôn và quán trọ. Vì lý do này Chúa chọn Capernaum là địa điểm xuất phát cho việc rao giảng Tin Mừng. Mathêu từ giã chức vụ phòng thuế đi theo Chúa gây một tiếng vang thiên hạ đồn nhiều ngày đường, khắp miền lục tỉnh và các vùng phụ cận.
Khó xác định nguồn tin nào xác tín hơn tin nào về cuộc đời rao giảng Tin Mừng của Matthêu. Eusibius xác định rõ ràng Mathêu rao giảng tại Ethiopia. Ambrose lại nói ngài truyền giáo tại Persia; theo Isidore thánh thân truyền giáo tại Macedonia. Clement thành Alexandria tin thánh nhân chết bệnh lúc tuổi già; trong khi đó Talmud quả quyết ngài bị hành quyết. 
Sử gia Eusibius ghi nhận Matthêu giảng bằng tiếng Do Thái.Viết bằng tiếng Aramaic cho giáo dân phía bắc Palestine. Matthêu viết bằng tiếng Aramaic, các phúc âm khác viết bằng tiếng Hy Lạp. Chính Matthêu tự dịch Phúc âm sang tiếng Hy Lạp, sao thành nhiều bản. Bản gốc tiếng Aramaic của Matthêu hiện nay lưu tại thư viện Casesarea do thánh Pamphilus lưu lại, dù không nguyên vẹn nhưng nhiều bản thảo còn tồn tại. Matthêu nhắc đi nhắc lại nhiều lần Đấng Mesiah loan báo trong Cựu Ước chính là Đức Yêsu. Mathêu cũng là người duy nhất nhắc đến dụ ngôn người kia tìm được ngọc quý chôn trong thửa ruộng, ông về nhà bán hết của cải mua ruộng ám chỉ về chính ông.
Có quá nhiều thuyết về cuộc đời rao giảng Tin Mừng của vị tông đồ này. Socrates tin Matthêu truyền giáo và qua đời tại Ethiopia; trong khi đó thánh Ambrose xác định Matthêu giảng đạo và qua đời tại Macedonia, Persia. Thánh Clementê thành Alexandria thêm chi tiết Matthêu ăn chay trường, không ăn thịt cá. Thực phẩm là rau, các loại đậu và không chết tử vì đạo mà chết bệnh. Talmud lại xác định Mathêu tử đạo. Goodspeed giải thích sự khác biệt về vùng truyền giáo và cái chết của Mathêu có ầm lẫn về nhân sự giữa Matthia và Mathêu gây nên bởi sự có mặt của thánh tông đồ Andrê. Vị tông đồ này là bạn đồng hành với hai vị tông đồ kia nên chứng tích truyền giáo của ba thánh nhân hợp lại khiến các sử gia không sao gỡ nổi. Nguyên nhân khác lầm lẫn địa danh. Có hai Ethiopia, một bên Africa, một bên Persia. Sự lầm lẫn này do con buôn gây nên gọi một vùng thuộc lãnh thổ Persia là Ethiopia. Rất có thể Mathêu qua đời trên đường đi từ Ethiopia về Egypt. Ngài là vị tông đồ có kiến thức nhất trong số mười hai, nói và viết được các ngôn ngữ Aramaic, Hy Lạp và La Tinh.
Một phần thánh tích được tôn kính tại nhà thờ chính toà Salerno, Ý. Với các chỉ dẫn phương cách lưu giữ hài cốt. Phần khác tôn kính tại thánh đường Santa Maria Magiore bên Rôma.